# Varodaya Cinkaiariyan
Varodaya Cinkaiariyan (tàmil வரோதய சிங்கையாரியன்) (mort 1325) fou el quart rei de la dinastia Aryacakravarti del regne de Jaffna i el primer que va agafar el control de les lucratives pesqueries de perles que abans eren a les mans de l'Imperi Pandya. Fou el successor del seu pare Vickrama Cinkaiariyan.
També va ajudar els pandyes en els seus darrers anys i va envair el regne del sud basat a Dambadeniya. Cada cop més va participar en el creixent comerç de l'Oceà Índic.
El va succeir el seu fill Martanda Cinkaiariyan.